# 雷達衛星

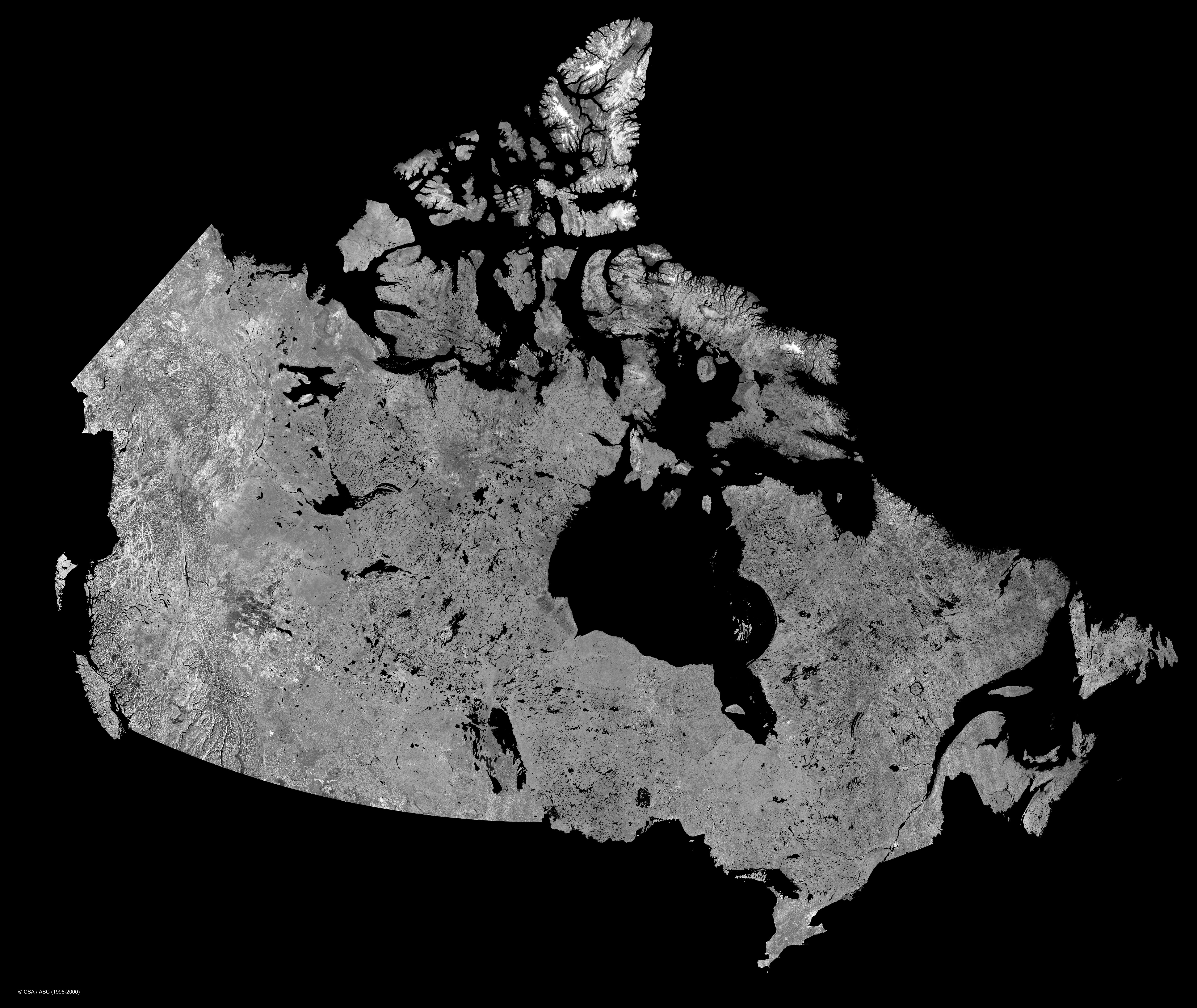
雷達衛星拍攝的1000m分辨率加拿大地图

雷達衛星（RADARSAT）是由加拿大太空局負責的加拿大遥感地球观测卫星计划。该计划包括：
- 雷达卫星一号（英语：Radarsat-1）（1995–2013）
- 雷达卫星二号（英语：Radarsat-2）（2007–) [1]
- 雷达卫星星座（英语：RADARSAT Constellation）（2019-）

## 外部鏈接
- MDA Geospatial Services Inc. （页面存档备份，存于）
- CSA Radarsat Constellation （页面存档备份，存于）